# Xian de Baode
Le xian de Baode (保德县 ; pinyin : Bǎodé Xiàn) est un district administratif de la province du Shanxi en Chine. Il est placé sous la juridiction de la ville-préfecture de Xinzhou.

## Démographie
La population du district était de 145 449 habitants en 1999.